# Rudniki (powiat kwidzyński)
Rudniki (niem. Rudnerweide) – wieś w Polsce położona w województwie pomorskim, w powiecie kwidzyńskim, w gminie Ryjewo przy drodze wojewódzkiej nr 605.
W latach 1975–1998 miejscowość należała administracyjnie do województwa elbląskiego.

## Zabytki
Według rejestru zabytków NID na listę zabytków wpisane są:
- drewniany dom, nr 26, 1903, nr rej.: A-1842 z 29.12.2008
- brama, mur, j.w.